# Marie-Claude Bibeau
Pour les articles homonymes, voir Bibeau.
Marie-Claude Bibeau, née le 4 avril 1970 à Sherbrooke (Québec), est une femme d'affaires et femme politique canadienne. 
Membre du Parti libéral du Canada, elle siège à la Chambre des communes comme députée de la circonscription de Compton—Stanstead de 2015 à 2025.
En 2019, elle devient la première femme ministre de l'Agriculture et de l'Agroalimentaire, fonction qu'elle occupe jusqu'en 2023. De 2023 à 2024, elle assume les responsabilités de ministre du Revenu national dans le cabinet de Justin Trudeau.

## Biographie

### Jeunesse et études
Marie-Claude Bibeau naît et grandit à Sherbrooke. Elle obtient un baccalauréat en économie et un diplôme d'études supérieures en gestion de l'environnement de l'Université de Sherbrooke. Après avoir obtenu son diplôme, elle travaille pour l'Agence canadienne de développement international, pour laquelle elle est postée à Ottawa, à Montréal, au Maroc et au Bénin. Elle revient par la suite au Québec, à Compton où elle dirige avec son conjoint de l'époque le Camping de Compton pendant 15 ans. Elle est directrice générale du Musée de la nature et des sciences de Sherbrooke de 2008 à 2015. Par ailleurs, elle est directrice de l'accréditation des Jeux d'été du Canada qui se sont tenus à Sherbrooke en 2013.

### Premiers engagements politiques
Marie-Claude Bibeau est fondatrice et coordonnatrice du Regroupement des institutions muséales des Cantons-de-l'Est et siège aux conseils d'administration de Commerce Sherbrooke, de Destination Sherbrooke (depuis 2011), d'Animation Centre-ville et de la Société des musées québécois. Elle a aussi fait partie du comité de relance de la municipalité de Compton et du comité de planification stratégique de la municipalité régionale de comté de Coaticook, et a été adjointe au directeur-général du projet Sherbrooke, cité des rivières de 1999 à 2004.

### Carrière au niveau fédéral
En janvier 2015, Marie-Claude Bibeau déclare son intention d'être la candidate libérale dans la circonscription de Compton—Stanstead. Lors des élections fédérales en octobre suivant, elle est élue députée fédérale avec 38 % des voix. Élue députée de Compton-Stanstead en octobre 2015, Marie-Claude Bibeau est très fière de la Politique féministe de développement international du Canada qu'elle a eu le privilège de développer et mettre en œuvre alors qu'elle occupait les fonctions de ministre du Développement international et de la Francophonie. Son leadership pour le renforcement du pouvoir des femmes et des filles lui a même valu les prix Voice of Children Award de Vision mondiale en 2019 et Global Leaders Network Humanitarian Award de Care en 2018.
En mars 2019, le premier ministre Justin Trudeau fait de Marie-Claude Bibeau la première femme ministre de l'Agriculture et de l'Agroalimentaire du Canada. D'abord députée d'une région en grande partie agricole, Marie-Claude Bibeau privilégie un contact étroit avec les productrices et les producteurs. Comme ministre fédérale, elle est chargée de les appuyer dans la gestion de leurs risques et de favoriser la croissance du secteur par le biais de la recherche, de l'innovation et du développement des marchés. Elle aspire à une agriculture canadienne durable, tant sur les plans économiques, environnementaux que sociétaux.
La ministre Bibeau est particulièrement engagée dans la mise en œuvre de la première politique alimentaire du Canada. Elle se fait aussi un devoir d'encourager la participation active des femmes et des jeunes là où les décisions se prennent.
En juillet 2023, la ministre Bibeau préside l'assemblée générale de l'Organisation des Nations Unies pour l’alimentation et l’agriculture (FAO) à Rome (Italie) qui porte notamment sur la sécurité alimentaire mondiale dans un contexte de crises climatiques et géopolitiques. 
En mars 2024, la Fédération de la relève agricole du Québec (FRAQ) lui décerne le Prix de la relève en reconnaissance de son engagement envers les femmes et les jeunes, notamment en augmentant leur représentation au sein des instances du secteur.
En octobre 2024, elle annonce qu'elle ne se représentera pas à la fin de son mandat, pour tenter de devenir mairesse de Sherbrooke,. Lors du remaniement ministériel de décembre 2024, elle est remplacée comme ministre du Revenu national par Élisabeth Brière.

## Vie privée
Elle est la conjointe de Bernard Sévigny, ancien maire de Sherbrooke.